# Palau dels Comtes de Cervelló
El Palau dels Comtes de Cervelló està situat en la localitat d'Anna (Canal de Navarrès, País Valencià). Va ser construït a inicis del segle xvii, després de concedir el rei Felip III d'Espanya el 3 de maig de 1604 la vila d'Anna amb el títol de Comtat a Ferran Pujades de Borja. Aquest palau està aixecat sobre l'antic castell d'Anna.
El palau constava d'un cos principal que requeia al Passeig de l'Albereda i altres tres cossos, el posterior requeia al riu Anna. Aquest palau ha estat restaurat en diferents èpoques sense guardar uniformitat i estil.
En l'interior hi havia un pati i en el seu centre hi destacava un sortidor. Les parets que voltaven aquest pati estaven coronades per petits merlets amb sortints d'espitlleres i finestres d'estil gòtic encara que amb modificacions posteriors. En un dels seus extrems hi havia una rampa que conduïa a un subterrani.
En el cos principal del palau es troba la porta d'accés. En un dels seus extrems presentava un sortint que hagué de formar en altre temps una torrassa. El vestíbul és abovedat, amb arcs apuntats i finestres del mateix tipus.
Adossat al palau, es troba la capella de Santa Anna amb sortida a la plaça de l'Albereda. Els seus finestrals orientats cap al Nero, permeten contemplar un panorama majestuós amb el riu d'Anna.